# Stenospermation marantifolium
Stenospermation marantifolium — вид квіткових рослин із родини кліщинцевих (Araceae), роду Stenospermation. Це витка рослина, рідним ареалом якої є пн.-зх. Колумбія, Коста-Рика, Нікарагуа, Панама.